# Championnat de Suisse de football 1991-1992
Le championnat de Suisse de football de Ligue nationale A 1991-1992 a vu la consécration du FC Sion.

## Format
Le championnat se compose de deux tours. Le tour préliminaire se déroule en automne avec 12 équipes. Le tour final a lieu au printemps avec les huit meilleures équipes du tour préliminaire. Celles-ci conservent la moitié de leurs points acquis au tour préliminaire. Les quatre derniers du tour préliminaire sont répartis en deux groupes avec les six premiers de chaque groupe de Ligue nationale B et jouent un tour de promotion/relégation à l'issue duquel quatre équipes, soit les deux premiers de chaque groupe, sont promues en Ligue nationale A, les autres restant en Ligue nationale B.

## Classements

### Tour préliminaire
| Place | Club               | Pts | J  | V  | N  | D  | Buts + | Buts - | Diff. |
| 1er   | Lausanne-Sports    | 30  | 22 | 10 | 10 | 2  | 42     | 17     | +25   |
| 2e    | Grasshopper Zürich | 29  | 22 | 12 | 5  | 5  | 39     | 24     | +15   |
| 3e    | FC Sion            | 28  | 22 | 9  | 10 | 3  | 34     | 20     | +14   |
| 4e    | Servette FC        | 27  | 22 | 10 | 7  | 5  | 37     | 28     | +9    |
| 5e    | Neuchâtel Xamax    | 24  | 22 | 9  | 6  | 7  | 28     | 22     | +6    |
| 6e    | FC Saint-Gall      | 22  | 22 | 8  | 6  | 8  | 27     | 32     | -5    |
| 7e    | BSC Young Boys     | 21  | 22 | 8  | 5  | 9  | 30     | 30     | 0     |
| 8e    | FC Zurich          | 20  | 22 | 4  | 12 | 6  | 22     | 25     | -3    |
| 9e    | FC Lucerne         | 20  | 22 | 5  | 10 | 7  | 21     | 26     | -5    |
| 10e   | FC Lugano          | 20  | 22 | 6  | 8  | 8  | 25     | 36     | -11   |
| 11e   | FC Aarau           | 14  | 22 | 3  | 8  | 11 | 21     | 39     | -18   |
| 12e   | FC Wettingen       | 9   | 22 | 1  | 7  | 14 | 18     | 45     | -27   |

### Tour final
| Place | Club               | Pts | J  | V | N | D | Buts + | Buts - | Diff. | Bonus 1 |
| 1er   | FC Sion            | 33  | 14 | 7 | 5 | 2 | 23     | 16     | +7    | 14      |
| 2e    | Neuchâtel Xamax    | 31  | 14 | 7 | 5 | 2 | 27     | 16     | +11   | 12      |
| 3e    | Grasshopper Zürich | 30  | 14 | 6 | 3 | 5 | 18     | 14     | +4    | 15      |
| 4e    | BSC Young Boys     | 28  | 14 | 7 | 3 | 4 | 24     | 16     | +8    | 11      |
| 5e    | Servette FC        | 27  | 14 | 4 | 5 | 5 | 23     | 22     | +1    | 14      |
| 6e    | Lausanne-Sports    | 23  | 14 | 2 | 4 | 8 | 11     | 22     | -11   | 15      |
| 7e    | FC Zurich          | 22  | 14 | 3 | 6 | 5 | 17     | 27     | -10   | 10      |
| 8e    | FC Saint-Gall      | 20  | 14 | 3 | 3 | 8 | 18     | 28     | -10   | 11      |

1 moitié des points du tour préliminaire.

### Qualifications européennes
- FC Sion : premier tour de la Ligue des champions
- Neuchâtel Xamax : premier tour de la Coupe UEFA
- Grasshopper Zürich : premier tour de la Coupe UEFA

- FC Lucerne : premier tour de la Coupe d'Europe des vainqueurs de coupes, en tant que vainqueur de la Coupe de Suisse

### Tour de promotion/relégation
- Voir championnat de Suisse D2 1991-1992

### Relégations et Promotions
- Le FC Aarau et le FC Lugano se maintiennent en Ligue nationale A.
- Le FC Lucerne et le FC Wettingen sont relégués en Ligue nationale B.
- Le FC Chiasso et le FC Bulle sont promus en Ligue nationale A.

## Résultats complets
- Résultats sur RSSSF